# Municipio de Knox (condado de Jefferson, Ohio)
El municipio de Knox (en inglés: Knox Township) es un municipio ubicado en el condado de Jefferson en el estado estadounidense de Ohio. En el año 2010 tenía una población de 4670 habitantes y una densidad poblacional de 60,96 personas por km².

## Geografía
El municipio de Knox se encuentra ubicado en las coordenadas 40°30′11″N 80°41′16″O / 40.50306, -80.68778. Según la Oficina del Censo de los Estados Unidos, el municipio tiene una superficie total de 76.6 km², de la cual 75.49 km² corresponden a tierra firme y (1.46%) 1.12 km² es agua.

## Demografía
Según el censo de 2010, había 4670 personas residiendo en el municipio de Knox. La densidad de población era de 60,96 hab./km². De los 4670 habitantes, el municipio de Knox estaba compuesto por el 97.54% blancos, el 0.88% eran afroamericanos, el 0.24% eran amerindios, el 0.19% eran asiáticos, el 0.02% eran isleños del Pacífico, el 0.13% eran de otras razas y el 1.01% pertenecían a dos o más razas. Del total de la población el 0.51% eran hispanos o latinos de cualquier raza.